# Shah Jahan
Shahbuddin Muhammad Shah Jahan (volgens de gangbare Engelse transliteratie kortweg Shah Jahan; volgens de Nederlandse transliteratie: Sjah Djahaan, van Parsi/Urdu: شاه ‌جهان) (Lahore, 5 januari 1592 - Agra, 22 januari 1666) was de grootmogol van het Indiase Mogolrijk van 1628 tot 1658. Hij is vooral bekend vanwege het feit dat hij de Taj Mahal liet bouwen.

## Levensloop
Shah Jahan was de zoon van Jahangir (Ned.: Djehangir) en de hindoeïstische Rajput-prinses Manmati, en werd eerst prins Khurram genoemd. Hij kwam in 1622 in opstand tegen zijn vader, maar dit werd hem vergeven. Wel hield zijn vader daarna twee van Shah Jahans zoons in gijzeling om zijn zoon in toom te houden. In 1627, na de dood van Jahangir, werd Shah Jahan keizer na een jaar van strijd met zijn broer Sharyar (Ned.: Sjaryar) om de troon.
In de eerste jaren van zijn regering stond Shah Jahan onder invloed van streng islamitische theologen, en verbood het bouwen van kerken en hindoetempels. Later werd hij dankzij de invloed van zijn zoon Dara Shikoh (Ned.: Dara Sjikoh) veel gematigder en stond hij godsdienstvrijheid toe.

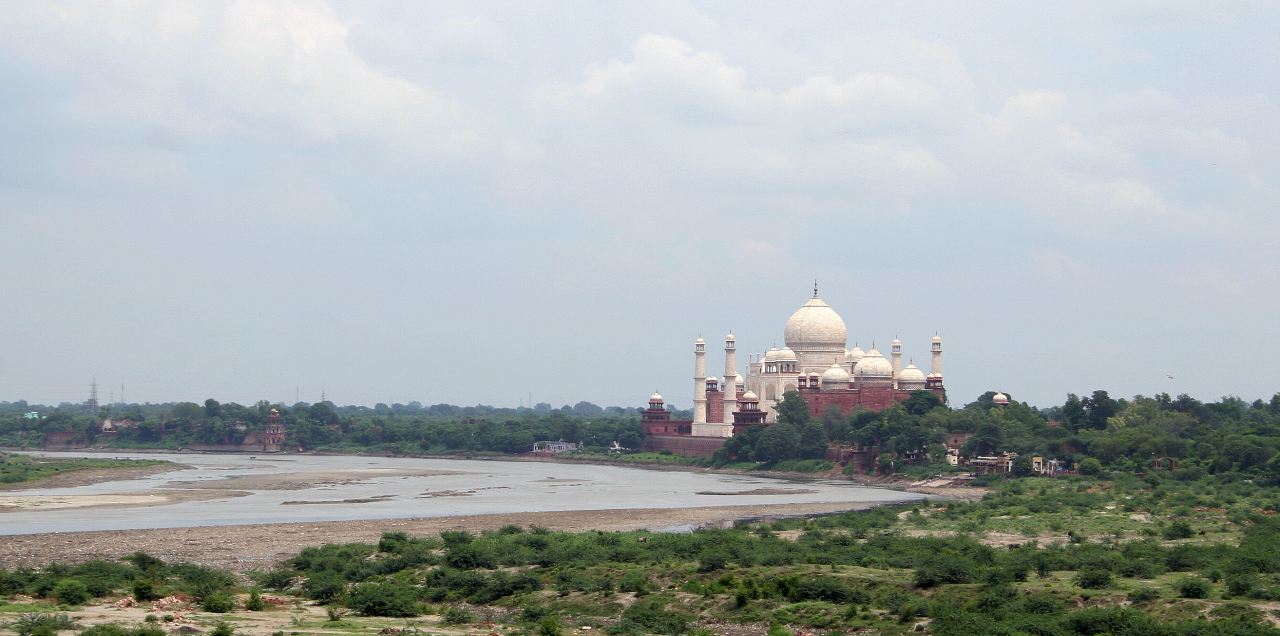
De Taj Mahal, gezien vanuit het Rode fort in Agra

Shah Jahan breidde het leger uit om een moslimopstand in Ahmadnagar neer te slaan. Ook wist hij gebied op de Rajputs te veroveren. Hij verplaatste de hoofdstad van Agra naar Delhi, waar hij prachtige paleizen en een prachtige moskee liet bouwen. Tegelijkertijd liet hij in Agra de Taj Mahal bouwen als mausoleum voor zijn vrouw Mumtaz Mahal. Dit alles maakte dat de schatkist leeg raakte.
Toen Shah Jahan in 1657 ernstig ziek werd brak de strijd om de opvolging los onder zijn zoons. Aurangzeb en Shah Shuja (Ned.: Sjah Sjoedja) kwamen in opstand tegen Dara Shikoh, de favoriet van hun vader. Aurangzeb bracht Dara Shikoh eerst ten zuiden van Agra een verschrikkelijke nederlaag toe, maar Dara Shikoh wist te ontvluchten. Vervolgens nam Shah Shuja het op tegen Aurangzeb. Maar deze versloeg ook Shah Shuja, die vervolgens vluchtte. Daarna nam Aurangzeb opnieuw de wapens op tegen Dara Shikoh. Deze keer wist Aurangzeb Dara Shikoh opnieuw te verslaan. Ten slotte werd Dara Shikoh door Aurangzeb onthoofd. De inmiddels herstelde Shah Jahan werd door Aurangzeb, nu de nieuwe grootmogol, onder huisarrest geplaatst in het Rode Fort te Agra. De laatste jaren van zijn leven bracht hij daar door, als gevangene van Aurangzeb.

## Galerij

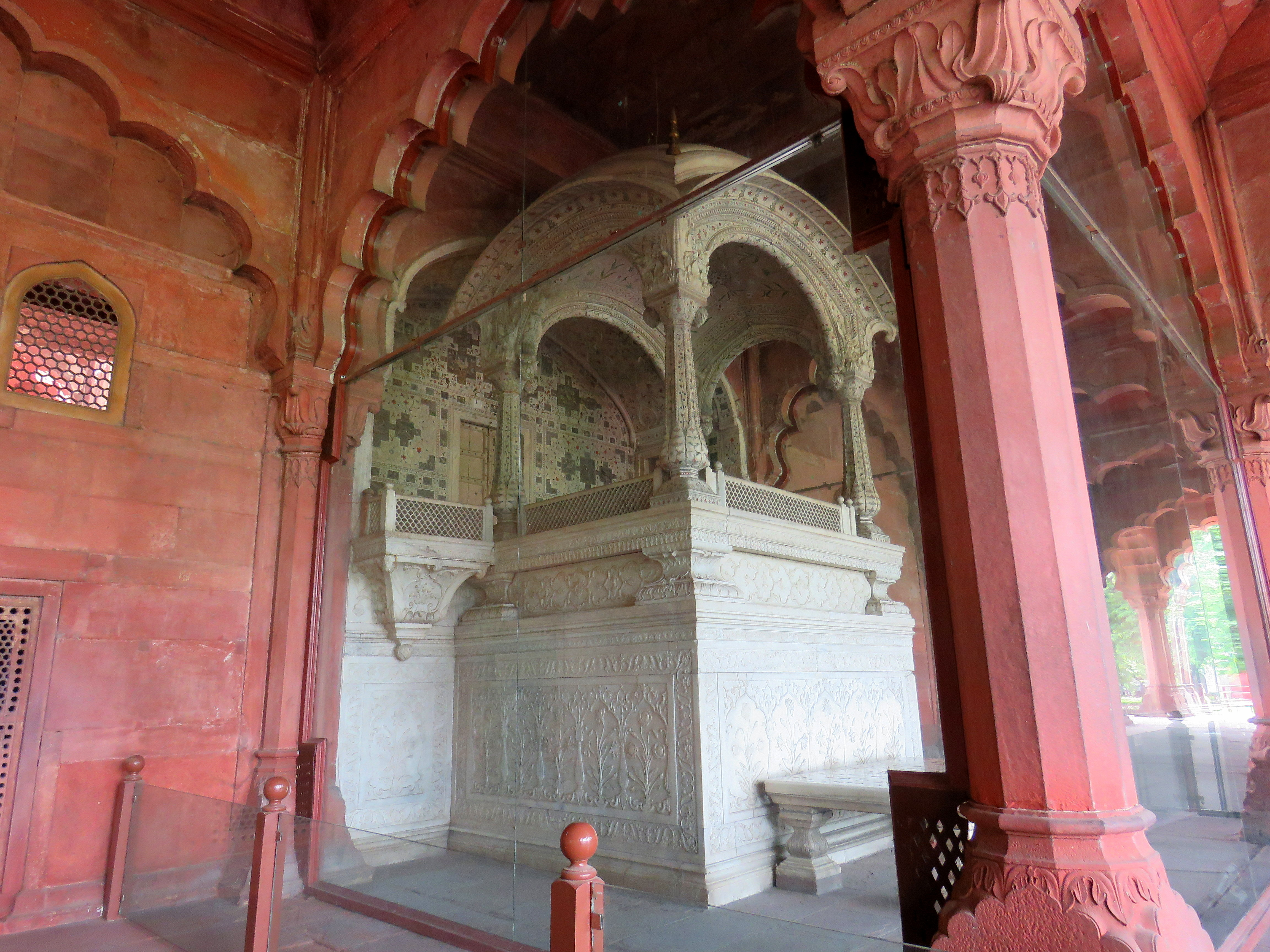
De troon van Sultan Shah Jahan in het Rode fort in Delhi
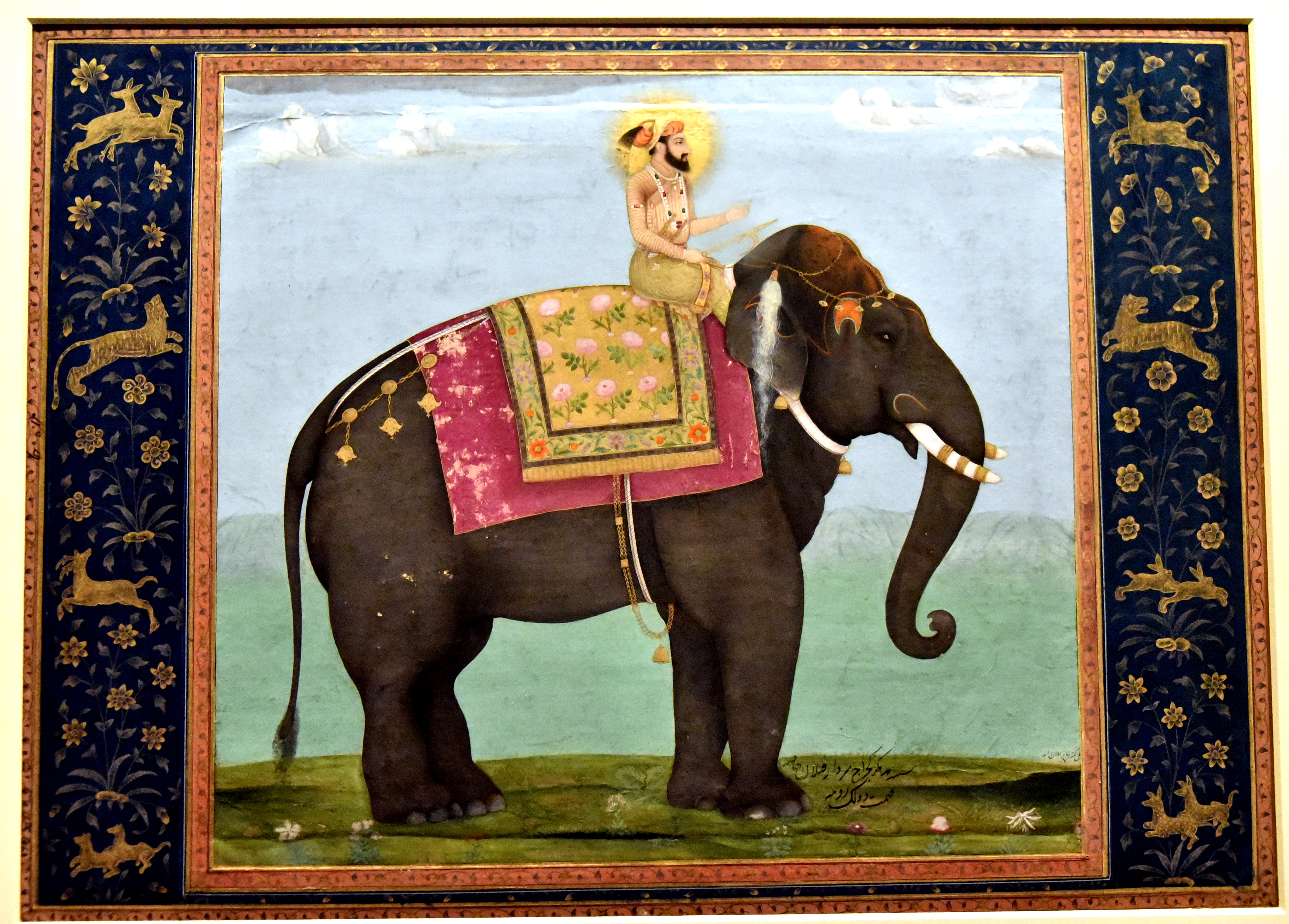
Sultan Shah Jahan op zijn olifant Madhukar Gajraj (18e eeuw), Museum für Islamische Kunst (Berlijn)
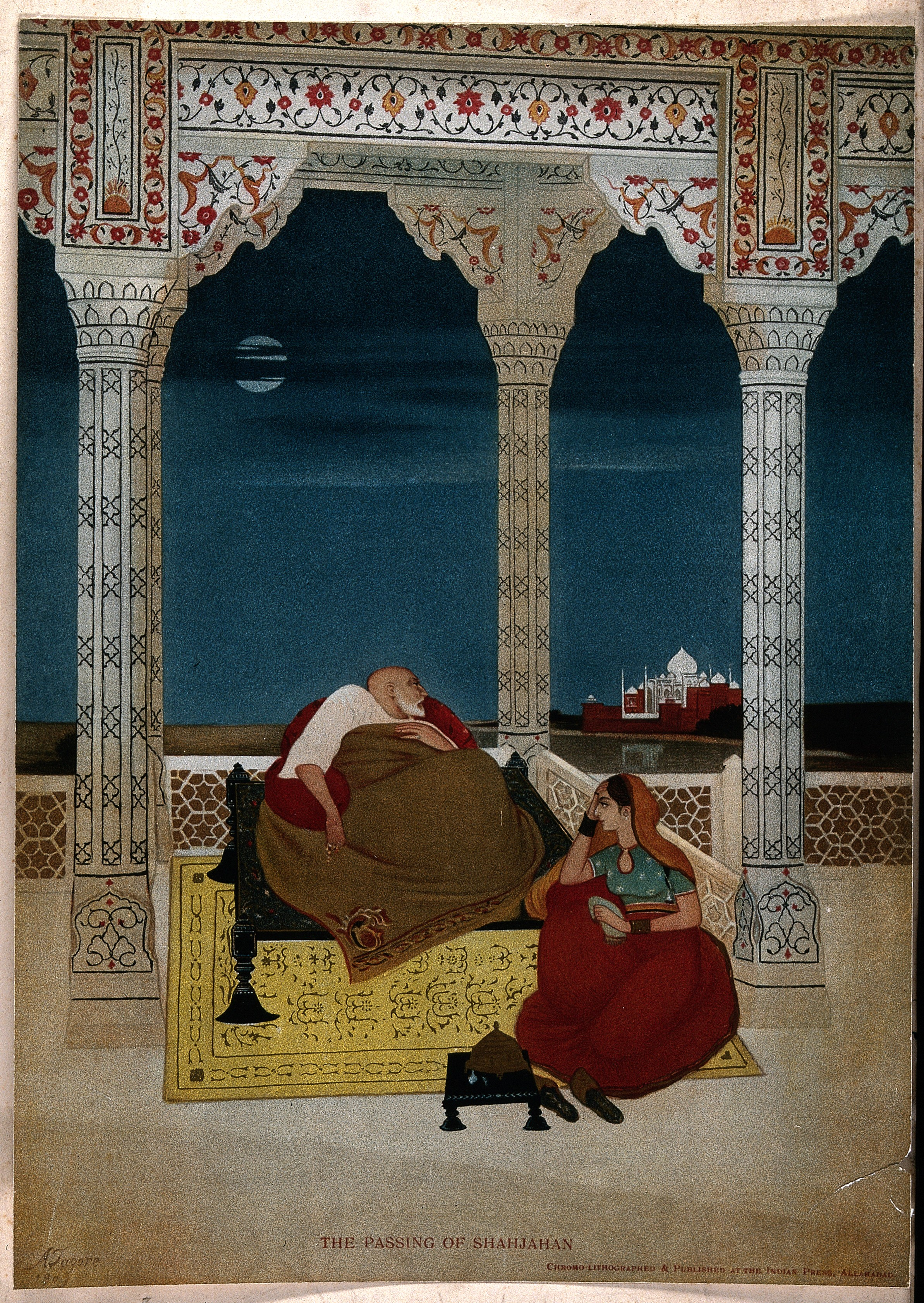
Het overlijden van Shah Jahan met zijn blik op de Taj Mahal
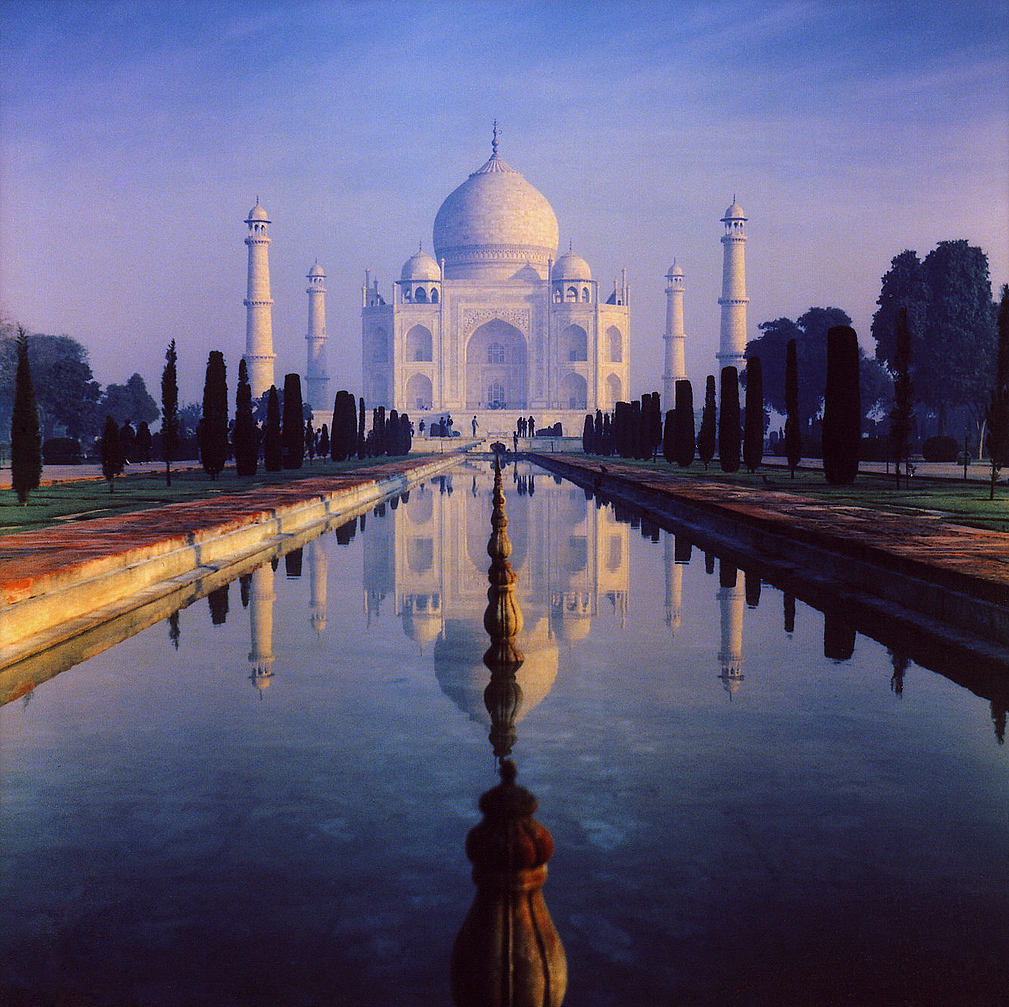
De Taj Mahal, het graf monument van Shah Jahan en zijn vrouw Mumtaz Mahal